# Loschynivka
Loschynivka  (ucraniano: Лощинівка) es una localidad del Raión de Izmail en el Óblast de Odesa de Ucrania. Según el censo de 2001, tiene una población de 1350 habitantes.